# Lipke Bijdeley Holthuis

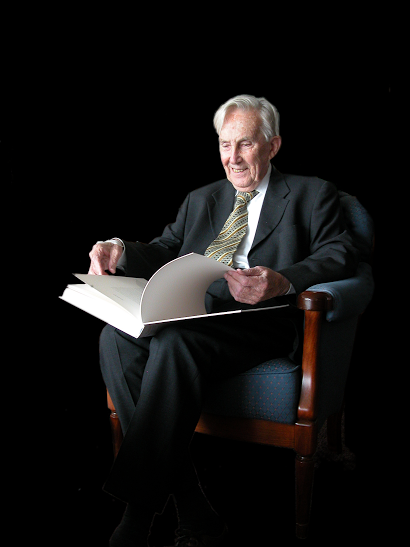
Holthuis (2006)

Lipke Bijdeley Holthuis (* 21. April 1921 in Probolinggo, Niederländisch-Indien; † 7. März 2008 in Leiden, Niederlande) war ein niederländischer Crustaceologe.
Lipke Holthuis war der Sohn von Barnard Jan Holthuis (1881–1961) und Neeltje bij de Ley (1891–1976), die ursprünglich aus Friesland stammten, aber im Osten Javas als Lehrer arbeiteten. Im Jahr 1928 zog die Familie zurück in die Niederlande, wo Holthuis in Den Haag zur Schule ging. Nach seinem Schulabschluss begann er im Jahr 1937 das Studium der Biologie an der Universität Leiden. Kurz nach dem von den deutschen Besatzern angeordneten Schließen der Universität konnte er 1941 seinen Abschluss erlangen und begann als Assistent im Rijksmuseum van Natuurlijke Historie (heute Naturalis) in Leiden zu arbeiten.
Lipke Holthuis erlangte den Doktorgrad im Jahr 1946 mit der Dissertation zum Thema The Decapoda Macrura of the Snellius Expedition I. Sein Doktorvater war der Direktor des Leiden Museums, Hilbrand Boschma. Ab 1950 war Holthuis „Conservator Crustacea“ im Naturalis, wo er auch nach seiner Pension im Jahr 1986 arbeitete. Im Laufe seiner wissenschaftlichen Arbeit von 1941 bis zu seinem Tod 2008 veröffentlichte Holthuis insgesamt 617 Artikel bzw. Bücher, welche hauptsächlich die Taxonomie und Systematik der Krebstiere behandelten. Lipke Holthuis beschrieb über 400 neue Taxa, darunter zwei Familien, fünf Unterfamilien, 83 Gattungen und 338 Arten.
Zu Lebzeiten wurden 67 Taxa nach Lipke Holthuis benannt, beispielsweise die Garnele Lipkius holthuisi Yaldwyn, 1960 oder der Großkrebs Cherax holthuisi Lukhaup & Pekny, 2006. Nach seinem Tod wurde ihm zu Ehren ein Sammelwerk herausgegeben (s. Literatur), in dem 50 neue Taxa beschrieben und nach ihm benannte wurden.
Lipke Holthuis sammelte zeit seines Lebens Literatur über Wirbellose bzw. Krebstiere. Diese Sammlung vermachte er Naturalis, wo sie nun als „Bibliotheca Crustaceana L.B. Holthuis“ Bestandteil des Museums ist.